# Euro Hockey Club Champions Cup 2017
De Euro Hockey Club Champions Cup (EHCCC) 2017 is de 44ste editie en werd worden gehouden van 2 juni tot en met 5 juni op het terrein van HC 's-Hertogenbosch. Deze locatie maakte de Europese Hockey Federatie bekend op 7 september 2016.. Aan het toernooi deden acht teams uit zes verschillende landen mee. De titelhouder was tevens HC 's-Hertogenbosch, dat in 2016 in Bilthoven het kampioenschap wist te winnen. In de finale van deze editie wist de club haar titel te prolongeren, door in de finale te winnen van het Duitse Uhlenhorster HC.

## Geplaatste teams
| Team                |
| ------------------- |
| HC 's-Hertogenbosch |
| Amsterdam H&BC      |
| Surbiton HC         |
| Canterbury HC       |
| Uhlenhorster HC     |
| SPV Complutense     |
| Hermes-Monkstown HC |
| CSP Krylatskoye     |

## Kwartfinales
| 2 juni 2017 13:15 UTC+2 |                  |                 |                                                  |
| Surbiton HC             | 2:1 (0:0)        | SPV Complutense | Scheidsrechters: Michelle Meister Lisette Baljon |
| Evans 33' Webb 50 (sc)' | Wedstrijdverslag | 36' Garcia      | Scheidsrechters: Michelle Meister Lisette Baljon |

| 2 juni 2017 15:30 UTC+2                                           |                  |               |                                                        |
| Uhlenhorster HC                                                   | 5:0 (2:0)        | Canterbury HC | Scheidsrechters: Pilar Lopez Martinez Laurine Delforge |
| Stapenhorst 7 (sc)' Wilde 12 (sc)', 34 (sc)' Mayen 36' Mävers 60' | Wedstrijdverslag |               | Scheidsrechters: Pilar Lopez Martinez Laurine Delforge |

| 2 juni 2017 17:45 UTC+2 |                  |                                                                                          |                                                |
| CSP Krylatskoye         | 0:8 (0:1)        | Amsterdam H&BC                                                                           | Scheidsrechters: Sophie Bockelmann Ivona Makar |
|                         | Wedstrijdverslag | 6 (sc)', 44 (sc)' Müller 34', 36' Vega 37' Benninga 46', 57' Verschoor 60 (sc)' Van Male | Scheidsrechters: Sophie Bockelmann Ivona Makar |

| 2 juni 2017 20:00 UTC+2 |                  |                     |                                              |
| HC 's-Hertogenbosch | 9:0 (3:0)        | Hermes-Monkstown HC | Scheidsrechters: Sarah Wilson Emma Shelbourn |
| Paumen 5 (sc)', 14 (sc)' Matla 26', 31' Van der Hoek 41' Sanders 42 (sc)' Omrani 54' Van den Assem 55 (sc)' Verbruggen 60' | Wedstrijdverslag |                     | Scheidsrechters: Sarah Wilson Emma Shelbourn |

## 8ste tot en met 5de plaats

### Kruiswedstrijden
| 4 juni 2017 10:45 UTC+2               |                  |                  |                                                      |
| Canterbury HC                         | 3:1 (1:0)        | CSP Krylatskoye  | Scheidsrechters: Pilar Lopez Martinez Lisette Baljon |
| Balsdon 25 (sc)', 48 (sc)' Griggs 52' | Wedstrijdverslag | 39' Khalmuratova | Scheidsrechters: Pilar Lopez Martinez Lisette Baljon |

| 4 juni 2017 13:00 UTC+2 |                  |                                                                   |                                                   |
| Hermes-Monkstown HC     | 1:4 (0:2)        | SPV Complutense                                                   | Scheidsrechters: Emma Shelbourn Sophie Bockelmann |
| O’Flanagan 39 (sc)'     | Wedstrijdverslag | 3 (sc)' Garcia 15 (sc)', 41 (sc)' Riera Zuzuarregui 58' Rodriguez | Scheidsrechters: Emma Shelbourn Sophie Bockelmann |

### 7de/8ste plaats
| 5 juni 2017 09:00 UTC+2                        |                  |                                                       |                                                      |
| Hermes-Monkstown HC                            | 4:4 (2:2)        | CSP Krylatskoye                                       | Scheidsrechters: Emma Shelbourn Pilar Lopez Martinez |
| O'Flanagan 3', 43 (sc)' Evans 29' Loughran 50' | Wedstrijdverslag | 4' Sadovaia 20 (sc)', 39 (sc)' Khalimova 59' Kazakova | Scheidsrechters: Emma Shelbourn Pilar Lopez Martinez |
| Shoot-out                                      |                  |                                                       | Scheidsrechters: Emma Shelbourn Pilar Lopez Martinez |
|                                                | 3:0              |                                                       | Scheidsrechters: Emma Shelbourn Pilar Lopez Martinez |

### 5de/6de plaats
| 5 juni 2017 11:00 UTC+2                          |                  |                                          |                                                   |
| SPV Complutense                                  | 3:3 (1:1)        | Canterbury HC                            | Scheidsrechters: Sophie Bockelmann Lisette Baljon |
| Rodriguez 4', 40 (sc)' Sanchez-Valverde 32 (sc)' | Wedstrijdverslag | 10' Kerly 47' Vankemmel 55 (sc)' Balsdon | Scheidsrechters: Sophie Bockelmann Lisette Baljon |
| Shoot-out                                        |                  |                                          | Scheidsrechters: Sophie Bockelmann Lisette Baljon |
|                                                  | 3:2              |                                          | Scheidsrechters: Sophie Bockelmann Lisette Baljon |

## Halve finales
| 3 juni 2017 15:00 UTC+2                |                  |                                |                                                |
| Uhlenhorster HC                        | 2:2 (0:0)        | Amsterdam H&BC                 | Scheidsrechters: Laurine Delforge Sarah Wilson |
| Hoffmann 55' Wilde 60 (sc)'            | Wedstrijdverslag | 41' Van Male 49' Vega          | Scheidsrechters: Laurine Delforge Sarah Wilson |
| Shoot-out                              |                  |                                | Scheidsrechters: Laurine Delforge Sarah Wilson |
| Dudorov Wilde Mävers Teschke Altenburg | 3:1              | Verschoor De Baat Lambers Stam | Scheidsrechters: Laurine Delforge Sarah Wilson |

| 3 juni 2017 17:15 UTC+2                                                                  |                  |               |                                               |
| HC 's-Hertogenbosch                                                                      | 7:1 (1:1)        | Surbiton HC   | Scheidsrechters: Michelle Meister Ivona Makar |
| Keil 18' Krekelaar 37 (sc)' Paumen 38 (sc)', 43 (sc)', 49 (sc)' Van Geffen 45', 55 (sc)' | Wedstrijdverslag | 26 (sc)' Webb | Scheidsrechters: Michelle Meister Ivona Makar |

### Troostfinale
| 5 juni 2017 13:00 UTC+2 |                  |                                        |                                               |
| Surbiton HC             | 1:3 (1:2)        | Amsterdam H&BC                         | Scheidsrechters: Michelle Meister Ivona Maker |
| Webb 28 (sc)'           | Wedstrijdverslag | 15 (sc)' Müller 24 (sc)' Stam 32' Vega | Scheidsrechters: Michelle Meister Ivona Maker |

## Finale
| 5 juni 2017 15:00 UTC+2          |                  |                 |                                                |
| HC 's-Hertogenbosch              | 2:1 (1:1)        | Uhlenhorster HC | Scheidsrechters: Laurine Delforge Sarah Wilson |
| Paumen 10 (sc)' Sanders 45 (sc)' | Wedstrijdverslag | 22' Hoffmann    | Scheidsrechters: Laurine Delforge Sarah Wilson |

## Kampioen
| EuroHockey Club Champions Cup 2017 (Europacup I 2017) |
| ----------------------------------------------------- |
| Hockeyclub 's-Hertogenbosch 15de titel                |